# Língua magar
Dhut magar (em nepali:  मगर भाषा Dhut magar bhasa) é uma língua falada principalmente no Nepal, sul do Butão, Darjeeling, Índia e Sikkim, Índia, pelo povo Magar. É dividida em dois grupos (oriental e ocidental) e outras divisões dialetais dão identidade tribal distinta. No Nepal, 788.530 pessoas falam Magar (93,6% dos falantes da língua).
Embora o governo do Nepal tenha desenvolvido os currículos da língua Magar, conforme previsto pela constituição, os materiais de ensino nunca chegaram às escolas Magar, onde a maior parte do ensino escolar é na Língua nepalesa. Não é incomum que grupos com sua própria língua sintam que a "língua materna" é uma parte essencial da identidade.
A língua Dhut Magar é às vezes confundida com a Língua Kham Maga] falada mais a oeste nas zonas Bheri, Dhaulagiri, Karnali e Rapti. Embora os dois idiomas compartilhem muitas palavras comuns, eles têm grandes diferenças estruturais e não são mutuamente inteligíveis.

## Distribuição geográfica

### Magar ocidental
O magar ocidental (dialetos: Palpa e Syangja) é falado nos seguintes distritos do Nepal (Ethnólogue).
- Zona Lumbini: Distrito de Palpa
- Zona de Gandaki: distritos de Syangja e de Tanahu
- Pequena área de fronteira na Zona Dhawalagiri: Distrito Parbat
- Espalhados por toda a zona Bheri: especialmente nos distritos de Surkhet, Jajarkot e Dailekh
- Magares também vivem no distrito de parbat, localizado na parte oeste do Nepal.

### Magar Oriental
O Magar oriental (dialetos: ' Gorkha,  Nawalparas  e Tanah ) é falado nos seguintes distritos do Nepal ( Etnólogo ).
- Zona 1: montanhas centrais do Nepal a leste do rio Bagmati 
  - Zona de Gandaki: Distrito de Tanahu e distrito de Gorkha ao sul
  - Zona Lumbini: Distrito Palpa e Distrito Nawalparasi
  - Pequena área de fronteira na Zona Bagmati: Distrito de Dhading
- Zona 2: leste do Nepal 
  - Distrito de Sindhuli, Zona de Janakpur
  - Distrito Okhaldhunga, Zona Sagarmatha
  - Distrito de Udayapur
  - Comunidades dispersas na zona central de Kosi, distrito de Dhankuta, Bhojpur e na zona sul de Mechi, distrito de Illam Jhapa
  - Algum lugar / estado da Índia Sikkim Darjeeling Asam Manipur
  - Parte Sul do Butão

## Fonologia

### Consoantes
|             |           | Labial | Dental | Alveolar | Palatal | Velar | Glotal |
| ----------- | --------- | ------ | ------ | -------- | ------- | ----- | ------ |
| Oclusiva    | surda     | p      | t̪*     | t        |         | k     | [ʔ]    |
| Oclusiva    | aspirada  | pʰ     | t̪ʰ*    | tʰ       |         | kʰ    |        |
| Oclusiva    | sonora    | b      | d̪*     | d        |         | ɡ     |        |
| Oclusiva    | murmurada | bʱ     | d̪ʱ*    | dʱ       |         | ɡʱ    |        |
| Africada    | surda     |        |        | ts       |         |       |        |
| Africada    | aspirada  |        |        | tsʰ      |         |       |        |
| Africada    | sonora    |        |        | dz       |         |       |        |
| Africada    | murmurada |        |        | dzʱ      |         |       |        |
| Fricativa   | surda     |        |        | s        |         |       | h      |
| Fricativa   | sonora    |        |        |          |         |       | ɦ      |
| Nasal       | sonora    | m      |        | n        |         | ŋ     |        |
| Nasal       | murmurada | mʱ     |        | nʱ       |         | ŋʱ    |        |
| Lateral     | sonora    |        |        | l        |         |       |        |
| Lateral     | murmurada |        |        | lʱ       |         |       |        |
| Aproximante | sonora    | w      |        | ɹ        | j       |       |        |
| Aproximante | murmurada | wʱ     |        | ɹʱ       | jʱ      |       |        |

[ʔ] é comente um fonema marginal.
| Fonema | Alofones |
| ------ | -------- |
| /p/    | [p̚]      |
| /pʰ/   | [ɸ]      |
| /t/    | [tʲ t̚ ʈ] |
| /tʰ/   | [θ]      |
| /d/    | [dʲ ɖ ɽ] |
| /k/    | [kʲ k̚]   |
| /kʰ/   | [x]      |
| /ɡ/    | [ɡʲ]     |
| /ts/   | [tʃ]     |
| /tsʰ/  | [tʃʰ]    |
| /dz/   | [dʒ]     |
| /dzʱ/  | [dʒʱ]    |
| /s/    | [ʃ]      |
| /h/    | [ɦ]      |
| /n/    | [nʲ]     |
| /ŋ/    | [ŋʲ]     |

### Vogais
|         | Anterior | Media | Posterior |
| ------- | -------- | ----- | --------- |
| fechada | i        |       | u         |
| Medial  | e        |       | o         |
| Medial  |          | ʌ     |           |
| Aberta  |          | a     |           |

| Ditongo |
| ------- |
| /ia/    |
| /iu/    |
| /ei/    |
| /eu/    |
| /aɪ/    |
| /au/    |
| /oi/    |

| Fonemas | Alofones        |
| ------- | --------------- |
| /i/     | [i ɪ i̤ i̤ː ĩ]    |
| /e/     | [e ɛ ẽ e̤ e̤ː]    |
| /a/     | [a æ ã aˑ a̤ a̤ː] |
| /u/     | [u ʊ u̟ ṳ ṳː ũ]  |
| /ʌ/     | [ʌ ə ə̃ ʌ̤ ʌ̃]     |
| /o/     | [o o̟ õ oˑ o̤ o̤ː] |

## Amostra de texto
Mateus 1:1-3
1. येसु ख्रीस अब्राहाम सो᳝नो दाऊदनी निथोनी ज᳝ हुके। नोराए यामिनर आवर ज᳝,
2. अब्राहामए ओजा᳝ इसहाक, इसहाकए ओजा᳝ याकूब, याकूबए ओजा᳝ यहूदा, यहूदाए छुत ओदाज्यु भाइर मनी याल्यो।
3. यहूदाए ओज्या तामार बातनी दुई भाइ ताकिनी। तोबोए उमिन फारेस, तोबोए उमिन जाहेर ।फारेसए ओजा᳝ हेस्रोन,हेस्रोनए ओजा᳝ आराम.

IPA
1. jesʊ kʰɹiːs abɹʌɦʌm so̞no dʌuːdniː nɪtʰoniː dza̤ hʊke. noɹʌe jʌmɪnəɹ ʌbaɹ dza̤,
2. ʌbɹʌɦʌmae odzʌ̤ ɪsɦʌk, ɪsɦʌkae odzʌ̤ jʌkuːb, jʌkuːbae odzʌ̤ jəɦuːdʌ, jəɦuːdʌe tsʰut odʌdzju bʰʌɪɹ maniː jʌljo.
3. jəɦuːdʌe odzjʌ tʌmʌɹ bʌtniː duiˑ bʰʌɪ tʌkɪniː. toboe umɪn pʰʌɹes, toboe umɪn dzʌɦeɹ. pʰʌɹesəe odzʌ̤ ɦesɹon, ɦesɹonəe odzʌ̤ ʌɹʌm
Português
1. O livro da geração de Jesus Cristo, filho de Davi, filho de Abraão.
2. Abraão gerou Isaque; e Isaac gerou Jacó; e Jacó gerou Judas e seus irmãos;
3. E Judas gerou Phares e Zara de Tamar; e Phares gerou Esrom; e Esrom gerou Aram.

Outro Texto
पट्ट भर्मीको मनीटा, लोयाटाङ फून्चलीन स्वतन्त्र बरोबर ले। इसको अक्कीलको दामन राहाचवाटै लाहालाहाङ आस्काटकठा भोइयो बेहोर जाट्को पर्ले।
IPA
patta bʰrmi̤ko mani̤tʌ, lojʌtʌŋ pʰuntsalin swatantra baro̤bar le. isko əkkilko dʌman rʌhʌtsawʌtɛ lʌhʌlʌhʌŋ ʌskʌtaktʰa bʰehor dzʌtko parle̤.
Português
Todos os seres humanos nascem livres e iguais em dignidade e direitos. Eles são dotados de razão e consciência e devem agir uns com os outros com espírito de fraternidade. (Artigo 1 da Declaração Universal dos Direitos Humanos)